# اللؤلؤ المكنون في سيرة النبي المأمون
اللؤلؤ المكنون في سيرة النبي المأمون هو كتاب من تأليف موسي راشد العازمي استغرق منه 10 سنوات للجمع والتحقيق والتدقيق وسنتين للمراجعة والتعديل ويتناول الكتاب حياة الرسول  - صلى الله عليه وسلم - من مولده حتى وفاته.

## وصلات خارجية
- اللؤلؤ المكنون في سيرة النبي المأمون علي المكتبة الشاملة (قراءة)
- اللؤلؤ المكنون في سيرة النبي المأمون علي المكتبة الوقفية (PDF)